# Сесту
Сесту (итал. Sestu) — коммуна в Италии, располагается в регионе Сардиния, подчиняется административному центру Кальяри.
Население составляет 16 988 человек (на 2004 г.), плотность населения составляет 315.25 чел./км². Занимает площадь 48,32 км². Почтовый индекс — 9028. Телефонный код — 070.
Покровителем населённого пункта считается святой Георгий Победоносец. Праздник ежегодно празднуется 23 апреля.